# Автомагістраль М40 (Велика Британія)
Автомагістраль M40 з'єднує Лондон, Оксфорд і Бірмінгем в Англії, довжина якої приблизно 143 кілометри.
Автомагістраль є подвійною трьома смугами, за винятком розв’язки 1A з розв’язкою 3 (що є подвійною чотирма смугами), короткою ділянкою між виїздом і в’їздом на роз’їзді 4 (це дві смуги в обох напрямках), а також між з’їздом -дороги на розв'язці 9 (лише в південному напрямку).
Система активного керування дорожнім рухом працює на короткій ділянці на північ від розв'язки 16 (A3400) до M42.

## Історія
Автомагістраль між Лондоном і Оксфордом будувалася поетапно між 1967 і 1974 роками. Перша ділянка була відкрита в червні 1967 року від кільцевої розв’язки Хенді-Крос, Хай-Віком до Стокенчерча (перехрестя 4–5). У 1969 році, простягаючись у південному напрямку до Холтспура, Біконсфілд, було відкрито тимчасову розв'язку 2. Ділянка в обхід Біконсфілда була побудована в 1971 році, а ділянка повз Gerrards Cross до розв'язки 1 була завершена в 1973 році. У 1974 році автомагістраль між розв'язками 5 і 8 була завершена до Грейт-Мілтона.

## Детальна маршрутизація
Розв'язка 1 автомагістралі M40 знаходиться на кільцевій розв'язці Денхема біля Аксбріджа, на схід від M25. Автомагістраль проходить через верхню частину кільцевої розв’язки, яка перетинається з A40, A412, A4020 і з’єднується з A413 біля A40 у західному напрямку.
Автомагістраль тягнеться 800 метрів перш ніж вона досягне J1a, розв'язки з М25 Лондонської орбітальної автомагістралі. Це частково розгорнутий лист конюшини з найплавнішими поворотами від траси М40, що веде до Лондона (з Оксфордшира, Уорікшира та ширшого району Вест-Мідлендс) до М25 проти годинникової стрілки (Лондон Хітроу, Гатвік, порти Ла-Маншу) і навпаки, оскільки це є найбільшим обміном трафіком між двома автомагістралями. M40 проходить над розв'язкою, а M25 внизу. За годинниковою стрілкою M25 в’їжджає на перехрестя з чотирма смугами з пониженням смуги, щоб пристосуватися до руху, що прямує до M40 у західному напрямку, залишаючи перехрестя з трьома смугами. Проти годинникової стрілки M25 в’їжджає на перехрестя з трьома смугами та отримує смугу від M40, що прямує до Лондона, щоб забезпечити додатковий трафік. М40, що прямує до Лондона, в’їжджає з чотирма смугами, з перехідною смугою для виїзду з М25, виїжджає з трьома смугами, а М40, що прямує на захід, в’їжджає по смугах і отримує смугу від М25 проти годинникової стрілки.

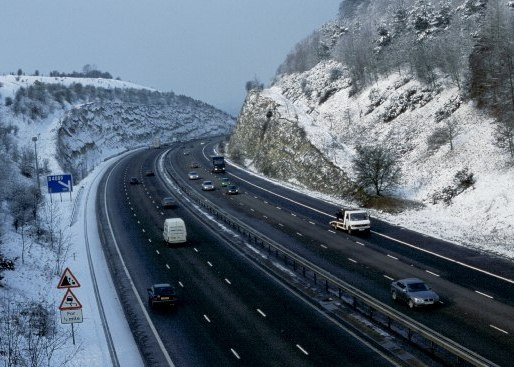
Стокенчерч-Геп, що прорізає пагорби Чілтерн

## Послуги
Автомагістраль має чотири зони обслуговування:
- Послуги Beaconsfield (поза J2), керуються Extra MSA, доступні з A355
- Послуги Оксфорда (від J8A), керуються Welcome Break, доступні з J8 і A418
- Послуги долини Червелл (від J10, A43), оператором яких є Moto . Перша СТО, відкрита в 1994 році на місці тимчасових туалетів, створених під час будівництва автомагістралі[2].
- Служби Warwick (між J12 і J13), якими керує Welcome Break, складаються з двох сайтів, які віддзеркалюють один одного без з’єднання.

## Події та аварії

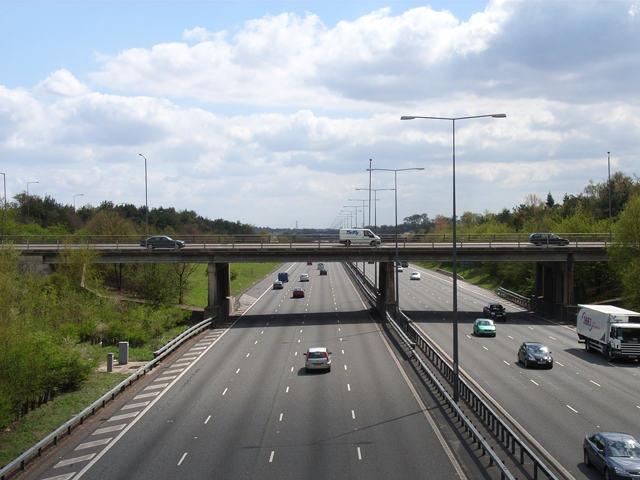
M40 у Бертлі-Вуд, Бакінгемшир

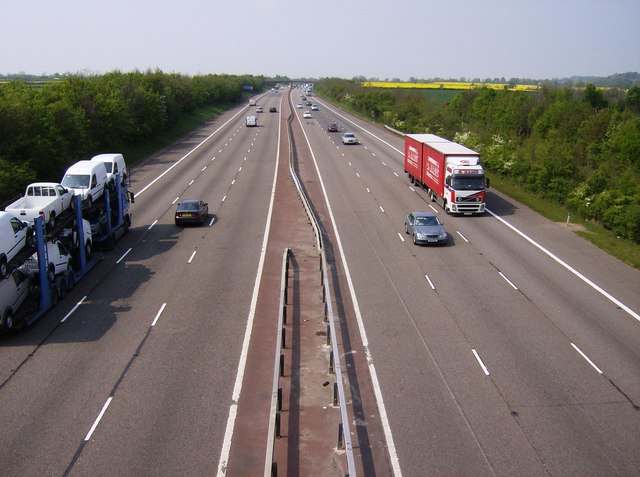
M40 у Вармінгтоні, Уорікшир

- Дванадцять школярів і вчитель загинули, коли їхній мікроавтобус врізався в припаркований автомобіль технічного обслуговування на автомагістралі відразу після півночі 18 листопада 1993 року. Розслідування зафіксувало вердикт про випадкову смерть усіх жертв, але зазначило, що жодна з дітей не була пристебнута ременем безпеки, а сидіти на лавці, яка дивилася вбік, було небезпечно.  стали обов’язковим обладнанням усіх туристичних автобусів і мікроавтобусів, більш ніж через 20 років після того, як вони стали обов’язковими для автомобілів. З 2006 року пасажири зобов’язані пристібатися ременями безпеки в автобусах і  [3]
- У 2002 році понад 100 транспортних засобів були залучені в нагромадження поблизу Хай-Вікомба, що призвело до двох смертей[4][5].
- У п'ятницю, 2 серпня 2002 року[6] четверо людей загинули між J11 і J12, приблизно в 3 милях на південь від Warwick Services, коли вантажівка, що прямувала на північ, перетнула центральну резервацію та потрапила на зустрічний транспорт, що прямував на південь. Внаслідок пожежі вагон, що прямував на південь, був закритий на кілька годин і потребував ремонту покриття. Загиблими були названі Катріона Марвелл, 31 рік, із Бруксайду, Телфорд, Шропшир; Пітер Торп, 41, з Веллінгтона, Шропшир; 44-річний Браян Сьюелл із Вест-Бромвіча, Вест-Мідлендс, і 44-річний Девід Герікорт із Ханвелла, Лондон. Розслідування[7] було перенесено на пізніший термін.
- Джиммі Девіс, 21-річний футболіст Уотфорда, орендований у Манчестер Юнайтед, загинув на автомагістралі M40 в Оксфордширі вранці 9 серпня 2003 року після того, як його BMW зіткнувся з вантажівкою. Він перевищив ліміт керування автомобілем у нетверезому стані та їхав зі швидкістю до 120 миль за годину (190 км/год)[8].
- Водій мотоцикла був застрелений між J13 і J12 12 серпня 2007 року[9][10]. Жертва була членом Hells Angels, коли він повертався додому з Bulldog Bash[10]. У жовтні 2008 року один чоловік визнав себе винним у вбивстві напередодні суду над шістьма іншими чоловіками за звинуваченнями у вбивстві та вогнепальній зброї.

- 18 липня 2012 року під час пожежі автомобіля загинув водій віком за сімдесят. Вона зламалася в середній смузі, і в задню частину її автомобіля врізався автомобіль[11][12].